# Alhambra Love Songs
Alhambra Love Songs est un album de John Zorn paru sur le label Tzadik et joué par un trio avec piano (tenu par Rob Burger). Ces compositions rendent hommage aux artistes, en particulier musiciens, de la région de la baie de San Francisco (entre autres Vince Guaraldi, Clint Eastwood, David Lynch, Mike Patton and Harry Smith). Comme l'indique la présentation sur le site de Tzadik, il s'agit peut-être du disque le plus charmant de John Zorn.

## Titres
| 1.    | Mountain View (For Vince Guaraldi) | 5:08 |
| 2.    | Novato (For Mike Patton)           | 3:49 |
| 3.    | Pacifica (For Harry Smith)         | 5:16 |
| 4.    | Benicia (For Paul Canales)         | 4:16 |
| 5.    | Half Moon Bay (For Lyn Hejinian)   | 4:39 |
| 6.    | Moraga (For Clint Eastwood)        | 3:50 |
| 7.    | Tamalpais (For Elissa Guest)       | 4:07 |
| 8.    | Larkspur (For Willie Winant)       | 3:39 |
| 9.    | Alhambra Blues (For Mo Siegel)     | 4:23 |
| 10.   | Miramar (For Terry Riley)          | 1:23 |
| 11.   | Tiburon (For David Lynch)          | 5:28 |
| 45:58 |                                    |      |

## Personnel
- Rob Burger - piano
- Greg Cohen - basse, basse électrique
- Ben Perowsky - batterie